# Émetteur de Sens - Gisy les Nobles

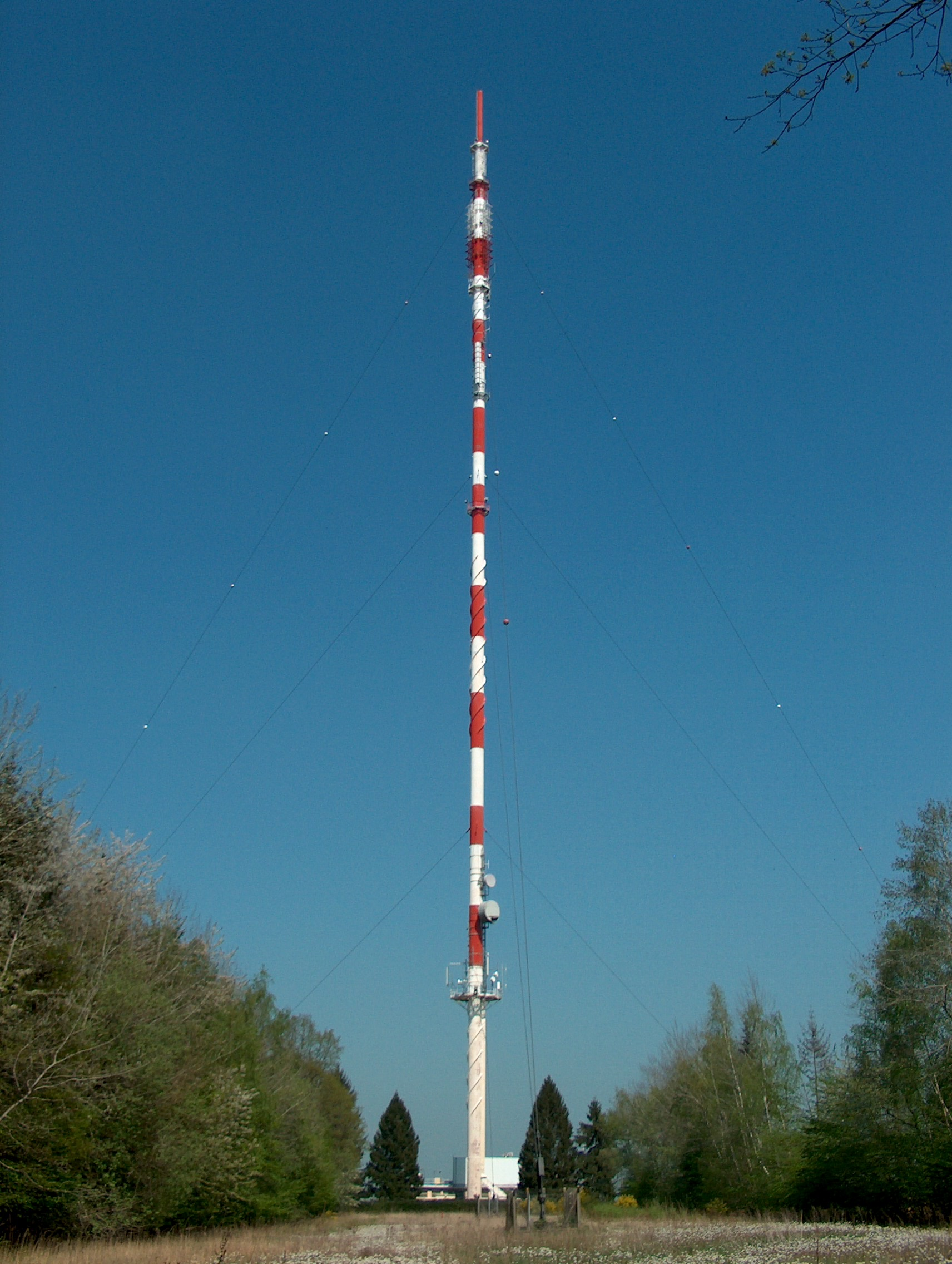
L'émetteur de Sens - Gisy les Nobles.

L'émetteur de Sens - Gisy les Nobles est opérationnel depuis le 31 décembre 1964.
Il est constitué d'un mât soudé d'une hauteur de 200 m sur lequel sont placées différentes antennes émettrices.
L'altitude de base de ce site d'émission est de 180 m.

## Télévision

### Diffusion analogique
La diffusion analogique s'est arrêtée comme prévu dans la nuit du 15 au 16 novembre 2010 à minuit.
6 émetteurs analogiques diffusaient les sept chaînes nationales analogiques.
2 autres émettaient, pour les régions voisines couvertes par cet émetteur, des décrochages régionaux de France 3.
France 3 Reims a éteint son émetteur analogique plus tôt que les autres le 27 septembre 2010 pour être en phase avec la région Champagne-Ardenne qui arrêtait la diffusion analogique cette date-là.
| Chaîne                       | Canal | Puissance PAR |
| ---------------------------- | ----- | ------------- |
| TF1                          | 57 H  | 45 kW         |
| France 2                     | 63 H  | 45 kW         |
| France 3 Bourgogne           | 60 H  | 45 kW         |
| Canal+                       | 5 H   | 1.38 kW       |
| France 5 / Arte              | 47 H  | 40 kW         |
| M6                           | 44 H  | 40 kW         |
| France 3 Paris Île-de-France | 50 H  | 20 kW         |
| France 3 Reims               | 65 H  | 15 kW         |

Source : "Liste des anciens émetteurs de télévision français" (fichier PDF)

### Diffusion numérique
Les émissions numériques en définition standard (TNT) de ce site ont démarré officiellement le 21 juillet 2007.
Dans le cadre de la phase 1 du déploiement des six nouvelles chaînes en haute définition, l'émetteur diffuse celles-ci depuis le 12 décembre 2012 sur les multiplex R7 et R8.
Le 5 avril 2016, toute la TNT passe à la norme MPEG-4 et la quasi-totalité des chaînes adopte un format HD. Les multiplex R5 et R8 disparaissent ainsi que les doublons SD/HD de TF1, France 2, M6 et Arte. LCI passe en gratuit et France Info arrive le 1er septembre 2016.
Le 11 juin 2024, le multiplex R9 qui diffuse des chaînes sous la norme HEVC est activé.
| Multiplex | LCN              | Chaînes                                                                     | Canal | Puissance (PAR) | Diffuseur |
| --------- | ---------------- | --------------------------------------------------------------------------- | ----- | --------------- | --------- |
| R1        | 2 3 14 27 33     | France 2 France 3 Bourgogne France 4 France Info France 3 Champagne-Ardenne | 37H   | 10 kW           | TDF       |
| R15       | 32               | France 3 Paris Île-de-France                                                | 38H   | 650 W           | TDF       |
| R2        | 8 15 16 17 18    | C8 BFM TV CNews CStar Gulli                                                 | 47H   | 10 kW           | TDF       |
| R3        | 4 26 41 42 43 45 | Canal+ LCI Paris Première Canal+ Sport Canal+ Cinéma(s) Planète+            | 26H   | 10 kW           | TDF       |
| R4        | 5 6 7 9 22       | France 5 M6 Arte W9 6ter                                                    | 31H   | 10 kW           | TDF       |
| R6        | 1 10 11 12 13    | TF1 TMC TFX NRJ 12 LCP                                                      | 44H   | 10 kW           | TDF       |
| R7        | 20 21 23 24 25   | TF1 Séries Films L'Équipe RMC Story RMC Découverte Chérie 25                | 23H   | 10 kW           | TDF       |
| R9        | 52               | France 2 UHD                                                                | 34H   | 50 W            | TDF       |

Source : Emetteurs TNT dans l'Yonne sur le forum de tvnt.net (consulté le 10 avril 2017).
Les gabarits de rayonnements horizontaux sont disponibles ici

## Radio FM
Le site assure la diffusion de 4 radios publiques, dont la station locale :
| Fréquence | Station             | Puissance (PAR) | RDS (PS) |
| --------- | ------------------- | --------------- | -------- |
| 93.8      | France Musique      | 10 kW           | MUSIQUE_ |
| 96.3      | France Inter        | 10 kW           | __INTER_ |
| 98.5      | France Culture      | 10 kW           | _CULTURE |
| 100.5     | France Bleu Auxerre | 10 kW           | BLEU.AUX |

## Téléphonie mobile
Cet émetteur est utilisé pour la radiotéléphonie de type GSM 900 et UMTS 900 (N° d'identification 48805).
| Opérateur | 2G  | 3G  | 4G  | FH  |
| --------- | --- | --- | --- | --- |
| SFR       | Oui | Oui | Non | Oui |
| Free      | Non | Oui | Oui | Non |

Source : Situation géographique du site sur cartoradio.fr (consulté le 10 avril 2017).

## Autres réseaux
- IFW (opérateur de WiMAX) : BLR de 3 GHz
- Service fixe d'Orange : Faisceau hertzien
- TDF : Faisceau hertzien

Source : Situation géographique du site sur cartoradio.fr (consulté le 10 avril 2017).

## Galerie photos
Voici quelques photos de ce site d'émission :

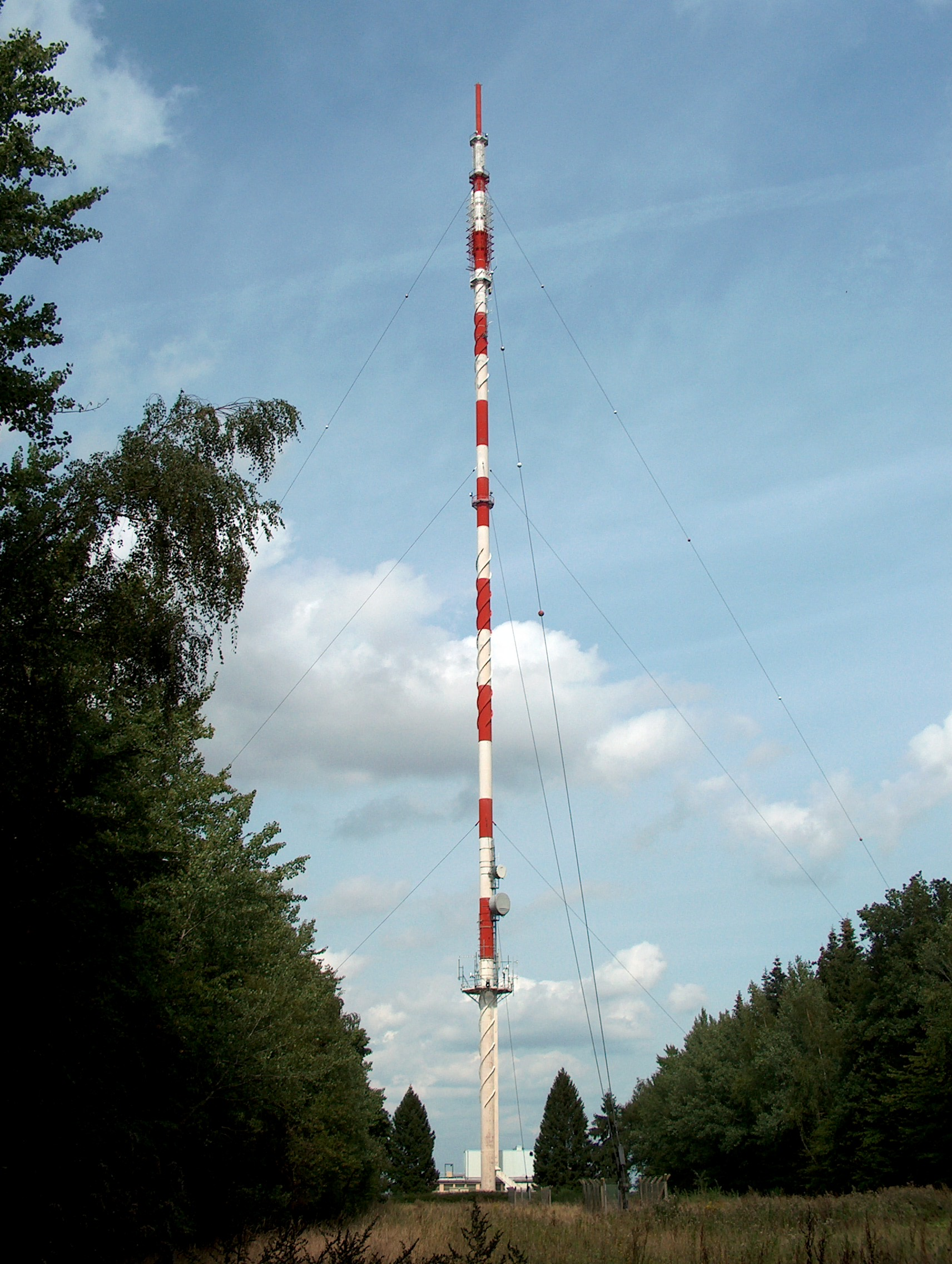
En novembre 2006.
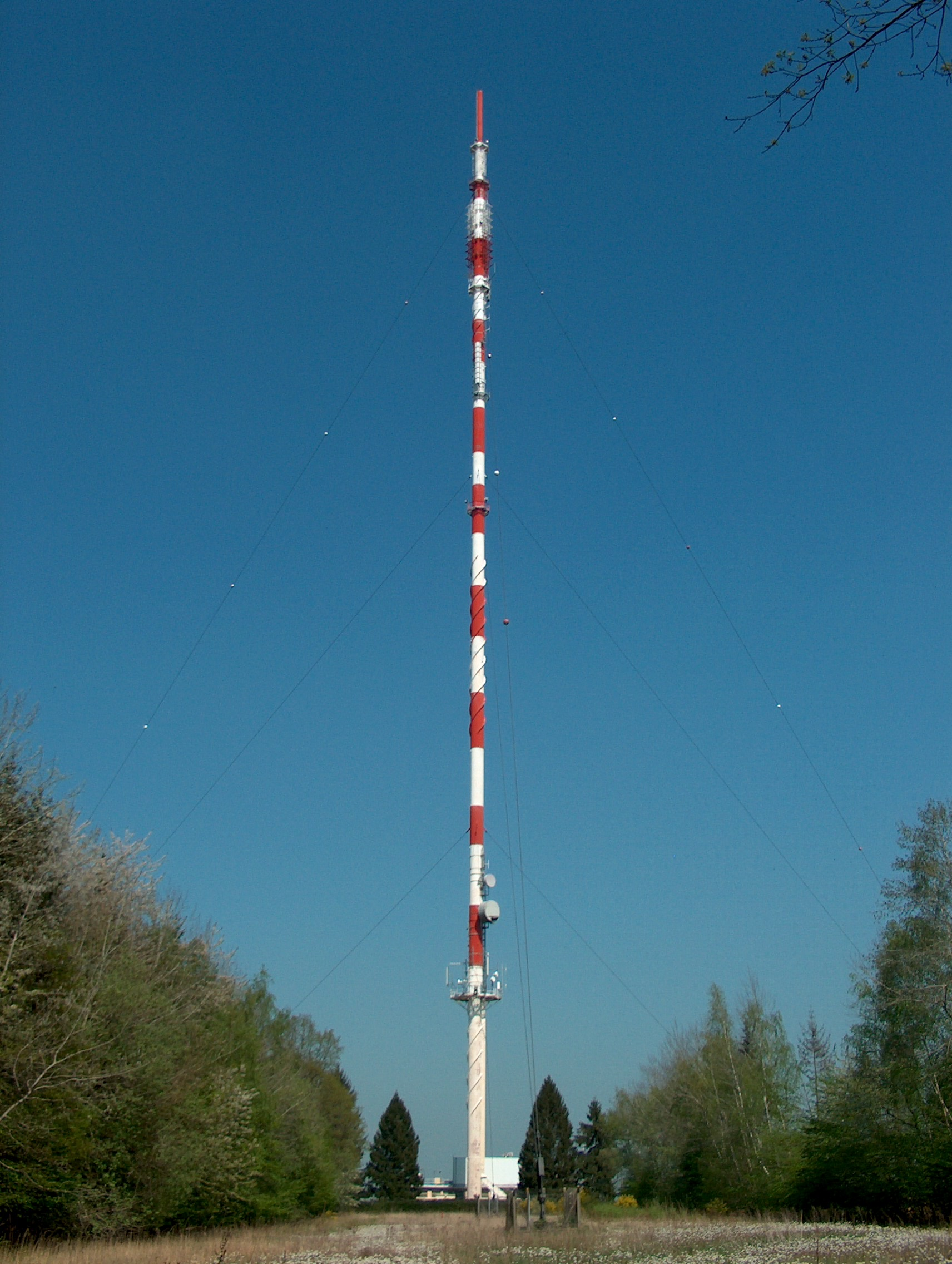
En avril 2007.
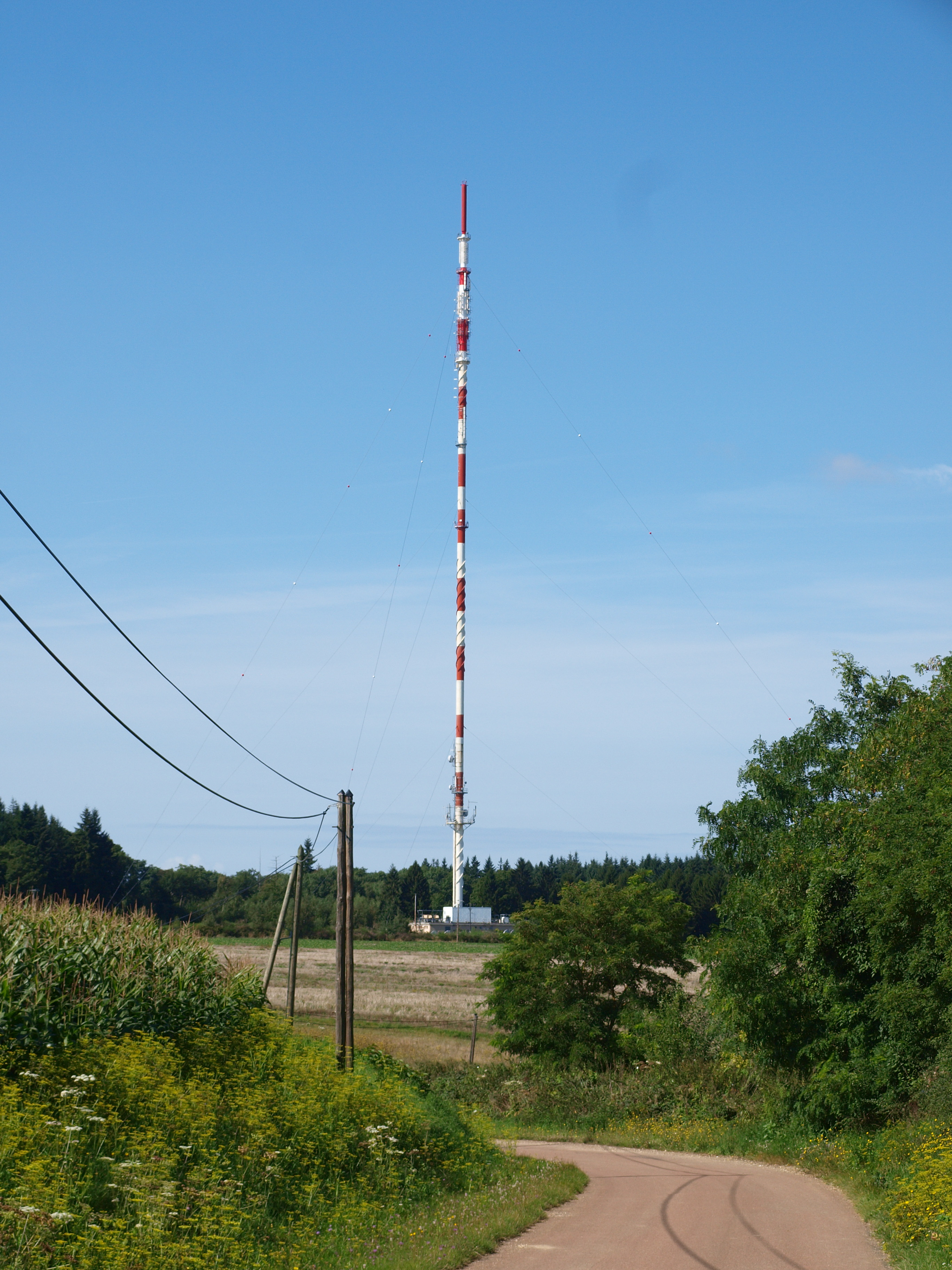
En août 2014.

Pour voir plus de photos :
- Galerie de photos du site tvignaud. (consulté le 10 avril 2017).
- annuaireradio.fr (consulté le 10 avril 2017).